# Генрієтта Клевська
Генрієтта Клевська, також Генрієтта де Ла Марк, (31 жовтня 1542 — 24 червня 1601) — представниця французької знаті XVI–XVII століть, голова дому Клеве-Неверів, герцогиня suo jure Невера та Ретеля, донька герцога Неверського та графа Ретелю Франсуа I та принцеси з дому Бурбонів Маргарити Вандомської, дружина принца Луїджі Гонзага. Персонаж роману Александра Дюма «Королева Марго».

## Життєпис
Генрієтта народилась 31 жовтня 1542 року у Ла-Шапель-д'Анжійоні. Вона була другою дитиною та старшою донькою в родині герцога Неверського та графа Ретелю Франсуа I та його дружини Маргарити Вандомської. Своє ім'я новонароджена отримала на честь хрещеного батька — дофіна Франції Генріха Валуа.
В сім'ї вже зростав син Франсуа. Згодом до них додалися молодші доньки Катерина та Марія й син Жак. Яку освіту отримали дівчата — невідомо.
Батька не стало у лютому 1561 року. Брати пережили його на кілька років. У 1564 році Генрієтта, як старша в сім'ї, успадкувала Нівернське герцогство та Ретельське графство. Землі були обтяжені значними боргами, однак, їй вдалося налагодити фінансову ситуацію на підвладних територіях. Невдовзі, Генрієтта вже вважалась однією з найзавидніших наречених Франції. Вдовіюча королева Катерина Медічі посприяла укладенню її шлюбу із принцом Луїджі Гонзага. 
Весілля відбулось 4 березня 1565 року у Мулені. Нареченій виповнилося 22 роки, нареченому — 25. Надалі її чоловік йменувався герцогом Неверським виключно з ввічливості. Він не мав навіть титулу пера Франції, доки у 1581 році король Генріх III не підвищив заради нього графство Ретель до герцогства. 
У подружжя народилося п'ятеро дітей. Луї, ведучи військовий стиль життя, часто був відсутнім вдома. Генрієтта в цей час заправляла справами країни сама. Продавши значну частину майна, вони, урешті-решт, стали одними з найголовніших кредиторів корони.

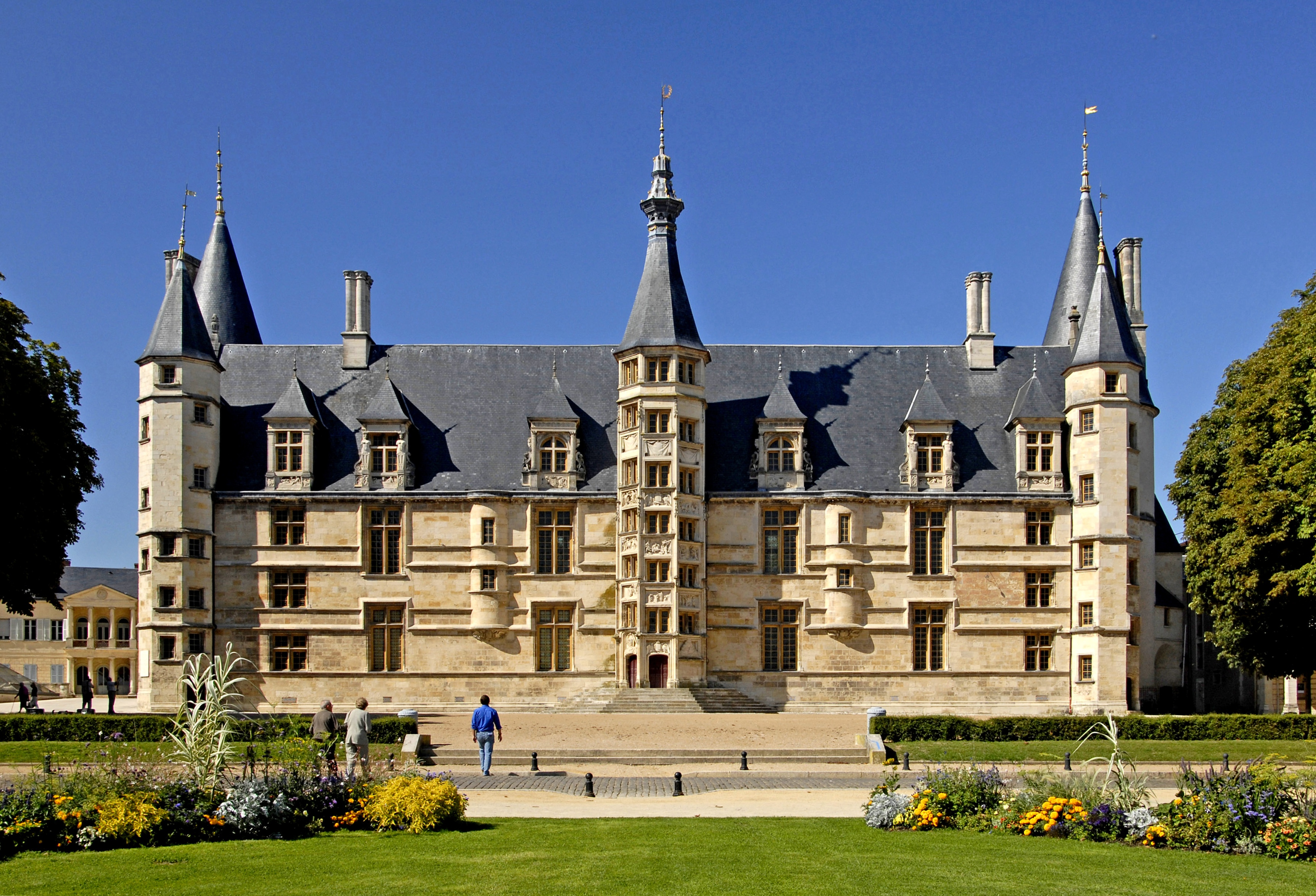
Палац герцогів Неверських

На початку 1570-х стала коханкою п'ємонтця Аннібала де Коконна, що у квітні 1574 року був обезголовлений через «справу невдоволених» разом з коханцем Маргарити Наваррської Жозефом де ла Молем. За легендою, Генрієтта та Маргарита таємно серед ночі викрали голови коханих та поховали на освяченій землі.
Луї Ґонзаґа-Неверський пішов з життя у жовтні 1595 року. Герцогиня пережила чоловіка на шість років. Її не стало 24 червня 1601 року в особняку Неверів у Парижі. Поховали Генрієтту у Катедральному соборі Неверу.
Їхній син Карл став після цього повноправним правителем. Оскільки, хоч і вважався со-правителем батька, починаючи з 1589 року, а після його смерті — і титулярним герцогом, однак, участі в керуванні землями не брав.

## Родина

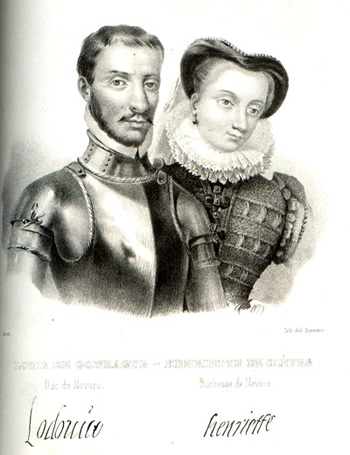
Генрієтта та Луїджі

Чоловік — Луїджі Гонзага
Діти:
- Катерина (1568—1629) — дружина герцога де Лонґвіля Генріха I Орлеанського, мала єдиного сина Генріха
- Генрієтта (1571—1601) — дружина герцога Майєнна Генріха Лотаринзького, дітей не мала;
- Фредерік (1573—1574) — прожив лише 1 рік;
- Франсуа (1576—1580) — прожив 3 роки;
- Карл (1580—1637) — герцог Неверу та Ретелю з 1595 року, суверенний князь Аршу з 1608 року, герцог Мантуї у 1627–1637 роках, був одруженим з Катериною Майєннською, мав шестеро дітей.

## В мистецтві

### В літературі
- Є дієвим персонажем роману Олександра Дюма «Королева Марго».

### Кіновтілення
- «Королева Марго», Франція, 1914 — Марсель Шмітт;
- «Королева Марго», Франція, 1954 — Фіорелла Марі;
- «Королева Марго», Франція, 1961 — Даніель Волль;
- «Королева Марго», Франція, 1994 — Домінік Блан;
- «Королева Марго», Росія, 1996—1997 — Віра Сотнікова.

### В живописі
- Зображена на портреті пензля Франсуа Клуе, представника Французького Ренесансу. Дата створення невідома.